# Xanthorhoe violacearia
Xanthorhoe violacearia là một loài bướm đêm trong họ Geometridae.